# Spododes parathesa
Spododes parathesa är en fjärilsart som beskrevs av Dyar 1916. Spododes parathesa ingår i släktet Spododes och familjen mätare. Inga underarter finns listade i Catalogue of Life.